# Rapsodie espagnole

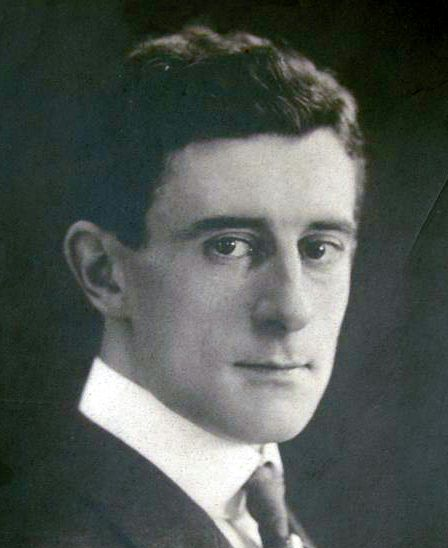
Maurice Ravel, 1910.

Rapsodie espagnole es una rapsodia para orquesta escrita por Maurice Ravel. Compuesta entre los años 1907 y 1908, la Rapsodie es una de sus primeras grandes obras para orquesta. Se estrenó en París en 1908 y rápidamente entró en el repertorio internacional. La pieza se basa en la herencia española del autor, y es una de sus varias obras que están enmarcadas en o reflejan España.

## De fondo
La génesis de la Rapsodie fue una Habanera, para dos pianos, que Ravel escribió en 1895. No se publicó como una pieza separada, y en 1907 compuso tres piezas acompañantes. Una de versión para dos pianos se completó en octubre de ese año, y la suite fue totalmente orquestada en febrero del año siguiente. En ese entonces las producciones de Ravel tenían un marcado carácter español, tal vez como reflejo de su propia ascendencia española. En 1907 terminó su ópera L'heure espagnole, así como la canción "Vocalise-Etude en forme de habanera".
En el intervalo entre la composición original de la Habanera y la finalización de la Rapsodie de cuatro movimientos, Claude Debussy había publicado una suite para piano, Estampes (1903), de los cuales la sección central, "Soirée dans Grenade", tenía un tema español. Para contrarrestar las acusaciones de plagio, Ravel se aseguró de que la fecha de 1895 estuviera claramente impresa en su Habanera en la partitura de su Rapsodie.
El estreno de la Rapsodie fue dado por la Orquesta de los Conciertos Colonne, llevada a cabo por Édouard Colonne, en el Théâtre du Châtelet de 15 de marzo de 1908. La recepción de la crítica fue favorable en general. Las voces disidentes fueron Pierre Lalo, al que habitualmente le disgustaba la música de Ravel, y Gastón Carraud, quien llamó a la partitura "delgada, incoherente y fugitiva". De lo contrario, hubo elogios a su sutil y fresca orquestación y lo pintoresco de la música. La obra fue pronto adoptada internacionalmente. Henry Wood realizó el estreno británico en octubre de 1909, para el público de los Proms, y al mes siguiente el trabajo fue estrenado en Nueva York.

## Música

### Instrumentación
La obra está escrita para una orquesta de dos piccolos, dos flautas, dos oboes, cor anglais, dos clarinetes, clarinete bajo, tres fagotes, sarrusofón, cuatro trompas, tres trompetas, tres trombones, tuba, timbales, castañuelas, pandereta, gong, caja, celesta, dos arpas y cuerdas.

### Estructura
La Rapsodie tiene cuatro movimientos; una interpretación completa suele durar alrededor de 15 minutos.

### 1.Prélude à la nuit
El movimiento lleva la indicación très modéré; el compás es 3

4 y la tonalidad, re menor (aunque es más bien una pieza modal, con un centro tonal bastante difuso). El movimiento es tranquilo, nunca se eleva por encima de mezzo forte; las cuerdas llevan sordina en todo el movimiento. Como en el Cuarteto de Cuerda, compuesto tres años antes, Ravel sitúa temas en el movimiento de apertura que se repiten en las secciones posteriores. En particular, el insistente tema de apertura: fa mi re do♯.

### 2.Malagueña
Este es el más corto de los cuatro movimientos, y está marcado como "assez vif" ("bastante animado"). Malagueña se refiere la danza flamenco, originaria de Málaga, pero la música de Ravel sólo tiene en común el compás de 3

43
4 con el auténtico baile. El movimiento es en su lugar lo que el crítico Noël Goodwin llama "una romántica evocación de lugar y estado de ánimo". Está en la, aunque un poco ambigua en cuanto a si es mayor o menor. El movimiento termina suavemente con una repetición de la frase de cuatro notas que abre el primer movimiento.

### 3.Habanera
El movimiento, en compás de 2

4 y tonalidad cambiante entre fa sostenido mayor y menor, lleva la indicación "assez lent et d'un rythme las" ("más bien lento y con un ritmo somnoliento"). Goodwin lo describe como "seductor y sutil en su expresión de un fondo español de carácter y de espíritu".

### 4.Feria
Feria, en 6

8 y do mayor, marcado como "assez animé" (muy animado). Es el más largo de los cuatro movimientos, y por primera vez Ravel, en palabras de Nichols, dejar salir "el ímpetu que hasta el momento ha sido deliberadamente sofocado". El bullicioso ambiente de carnaval tiene matices de nostalgia, pero la exuberancia triunfa y la obra termina en una alegre explosión de color orquestal.